# 홍천박물관
홍천박물관은 강원특별자치도 홍천군에 있는 공립 박물관이다.

## 연혁
- 2003년 8월 13일 홍천향토사료관 개관
- 2018년 9월 10일 홍천향토사료관 공립박물관 등록(강원-공립-21-2018-4호)
- 2019년 5월 22일 홍천박물관 개관을 위한 홍천향토사료관 리모델링 사업 개시
- 2020년 5월 15일 홍천향토사료관에서 홍천박물관으로 명칭 변경 및 강원도 공립박물관 변경등록
- 2020년 12월 21일 리모델링 공사 완료 및 홍천박물관 개관